# Cei 12 căței ai Crăciunului
Cei 12 căței ai Crăciunului (The 12 Dogs of Christmas) este un film de Crăciun american din 2005 regizat de Kieth Merrill. În rolurile principale joacă actorii John Billingsley, Richard Riehle.

## Prezentare
O fată se folosește de câini pentru a învăța oamenii care este adevărata semnificație a Crăciunului în timpul Marei Crize Economice.

## Distribuție
| Actor                   | Personaj               |
| ----------------------- | ---------------------- |
| Jordan-Claire Green     | Emma O'Conner          |
| Tom Kemp                | Douglas O'Conner       |
| Susan Wood              | Cathy Stevens          |
| Adam Hicks              | Mike Stevens           |
| Jim Jackman             | Melvin                 |
| Richard Riehle          | Primar Nobel Doyle     |
| Roland Pelletier        | Clerk-Sherriff         |
| John Billingsley        | Dogcatcher Doyle       |
| Cathy Worthington       | Woman in Furs          |
| Bonita Friedericy       | Aunt Delores           |
| Dorothy Brodesser       | Mabel                  |
| Michael Howard          | Old Jake Charles       |
| Mindy Sterling          | Mrs. Walsh             |
| Kapri Merrill           | Mrs. Clancy            |
| Eric Lutes              | Coach Cullimore        |
| Alisha Mullally         | Miranda                |
| Travis T. Flory         | Denny Doyle            |
| Carl Zurhorst           | Bully boy #1           |
| Matthew McPherson       | Bully boy #2           |
| Robert Chapman          | Editor                 |
| Alan Day                | Storekeeper            |
| Jerry Walker            | Whitesides             |
| Adam Lawson             | Hollow Cheek Man       |
| William Clark           | Butcher                |
| Heidi Webster           | Lucy Stark             |
| Kevin Merritt           | Railroad Worker        |
| Emma Kragen             | Salvation army caroler |
| Cynthia McDonnell       | Salvation army caroler |
| Chris Burns             | Salvation army caroler |
| Lawrence P. Bloom       | Townsperson            |
| Monique Jeanine Lycette | Town meeting speaker   |

## Producție
Filmările au avut loc la Bethel, Maine, SUA.